# AOC Cornas

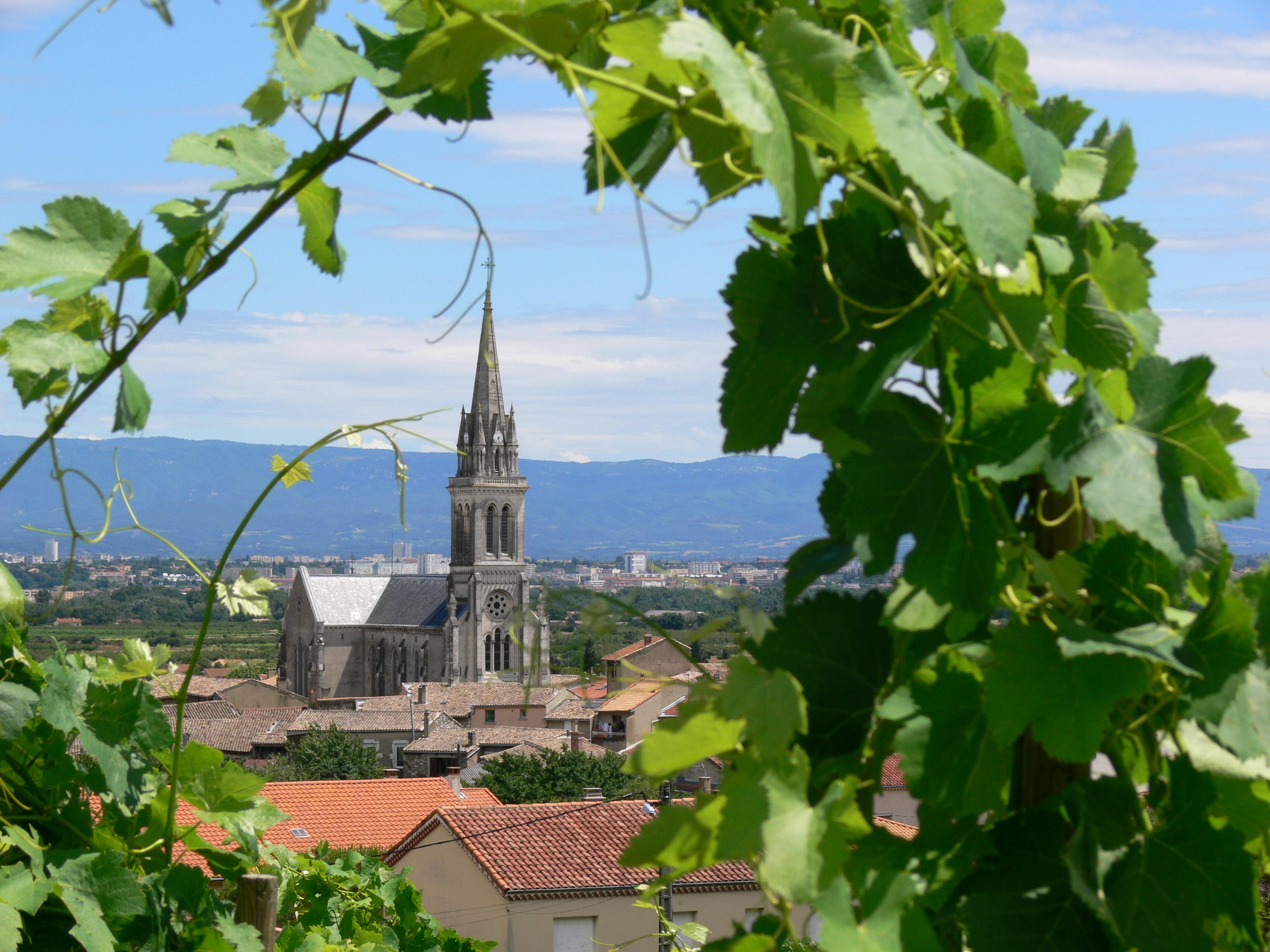
La iglesia de Cornas.

Cornas es una denominación de origen (Appellation d'Origine Contrôlée -AOC) de la región vitivinícola del norte del Ródano en Francia, al sur de Lyon. Es una de las denominaciones más pequeñas del valle del Ródano y únicamente produce vino tinto de uva Syrah.

## Historia
El nombre de Cornas procede del celta y significa “tierra quemada”, remontándose la presencia de vino en la región al año 885. Tanto Luis XV como el Cardenal Richelieu fueron grandes admiradores de este vino. Cornas obtuvo la denominación oficial en 1938, aunque no fue hasta 1950 en que los productores locales comenzaron a embotellar ellos mismos los vinos.

## Clima y geografía
Cornas, al igual que el resto de la zona septentrional del Ródano, cuenta con un clima continental, distinto del clima mediterráneo que existe en el sur de la región. No obstante, a diferencia de otras denominaciones del norte del Ródano, Cornas se halla protegida de los fríos vientos del Mistral que con frecuencia perduran hasta la primavera, por lo que suele ser la primera región del norte en ser cosechada. Los viñedos se sitúan al norte de Valence, en una empinada zona de relativamente pequeñas dimensiones con orientación este-sudeste, al sur de Tain l'Hermitage. Los viñedos están ubicados en una zona que oscila entre los 100 y los 400 metros de altitud. En la parte norte, sobre todo la próxima a "Les Chaillots", la tierra contiene caliza pero es sobre todo arenosa y pedregosa, con la típica arcilla rojiza. La sección soleada de "Quartier de Reynard", con viñas a 300 metros, cuenta con tierra granítica. Al sur, cerca de "La Côte" y "La Combe", la tierra es arcillosa. Se trata de una denominación de poca extensión – apenas 116,4 hectáreas- con una producción en 2009 del 3100 hl. A modo de comparación, existen châteaux individuales en Burdeos cuya producción es mayor que la producción total de la región de Cornas.

## Uvas y vino
Al igual que muchos vinos del norte del Ródano, Cornas es un vino tinto elaborado de la uva Syrah, conocida en Australia y en el resto del mundo angloparlante como Shiraz. Cualquier vino con denominación Cornas AOC debe estar elaborado al 100% con uva Syrah. Aunque los viticultores podrían plantar otro tipo de viñedos en Cornas, en la zona se cultiva exclusivamente el varietal Syrah, ya que el vino elaborado con otro distinto debería llevar otra denominación, probablemente Côtes du Rhône AOC y, como tal, se vendería a precios inferiores.

## Estilo del vino
Cornas anteriormente elaboraba vinos que requerían muchos años de envejecimiento pero, de la mano del bodeguero Jean-Luc Colombo, ha surgido un estilo mucho más afrutado. Sin embargo, algunos productores todavía elaboran un estilo más tradicional que suele necesitar entre 6 y 7 años antes de poderse beber.